# Gene Lees
Gene Lees (Hamilton (Canada), 8 febbraio 1928 – Ojai, 22 aprile 2010) è stato un giornalista, scrittore e critico musicale canadese.

## Biografia
Iniziò la sua carriera di scrittore come reporter di giornale,tra il 1948 e il 1955 collaborò con The Hamilton Spectator, il Toronto Telegram e il Montreal Star. Trasferitosi negli Stati Uniti, lavorò come critico musicale per il Louisville (Kentucky) Times tra il 1955 e il 1959 e fu direttore della rivista jazz Down Beat di Chicago tra il 1959 e il 1962.
Come scrittore freelance lavorò per riviste americane di alta fedeltà Stereo Review e High Fidelity, la rivista canadese Maclean's, il Toronto Star, il Toronto Globe and Mail e The New York Times.
Lees ha scritto circa un centinaio di note di copertina per artisti diversi come Stan Getz, John Coltrane, George Barnes e Quincy Jones. 
Lees vinse il primo dei cinque ASCAP-Deems Taylor Awards nel 1978 per una serie di articoli pubblicati su High Fidelity sulla musica statunitense.

## Opere

### Biografie
- Johnny Mercer – Portrait of Johnny: The Life of John Herndon Mercer (2004), ISBN 978-0-375-42060-3
- Oscar Peterson – Oscar Peterson: The Will to Swing (1988, revised 2000), ISBN 978-0-8154-1021-8
- Alan Jay Lerner, Frederick Loewe – Inventing Champagne: The Worlds of Lerner and Loewe (1990), ISBN 978-0-312-05136-5
- Woody Herman – Leader of the Band: The Life of Woody Herman (1995), ISBN 978-0-19-505671-6

### Biografie come coautore
- Henry Mancini – Did They Mention the Music?: The Autobiography of Henry Mancini (1989), ISBN 978-0-8154-1175-8